# Лингг, Луис
Луис Лингг (англ. Louis Lingg; 9 сентября 1864, Мангейм, Великое герцогство Баден — 10 ноября 1887, Чикаго) — американский анархист, профсоюзный деятель, редактор немецкого происхождения.

## Биография

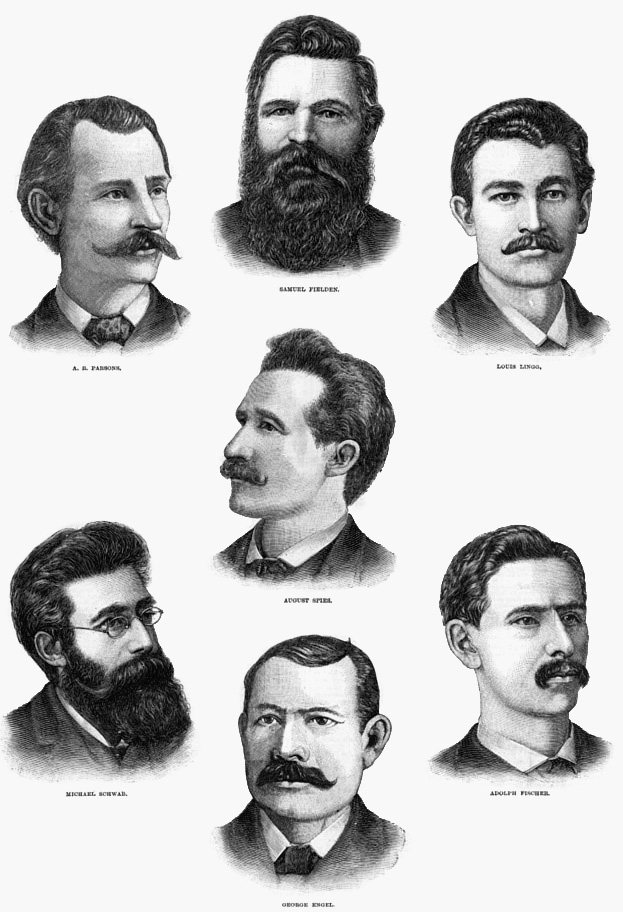
Анархисты-мученики Хеймаркета (Л. Лингг — в первом ряду сверху справа)

Сын подёнщика. Отец был травмирован и вскоре уволен. Три года спустя он умер. Луис Лингг позже написал в автобиографии: 

«В то время мне было 13 лет, моей сестре — семь лет, в этом возрасте я впервые получил представление о преобладающей социальной несправедливости и, в частности, о эксплуатации человека человеком».
Окончив начальную школу, в 1882 году получил профессию столяра. Был безработным. Жил в Страсбурге и Фрайбурге-им-Брайсгау. Чтобы избежать призыва на военную службу, бежал в Швейцарию, откуда был выслан по просьбе властей Бадена. В 1885 году эмигрировал в США. Поселился в Нью-Йорке, позже отправился в поисках работы в Чикаго. Вступил в Международный союз плотников и столяров.
Занимался профсоюзной деятельностью. Примкнул к социалистическому движению. С 1886 года редактировал анархистское издание на немецком языке Der Anarchist.

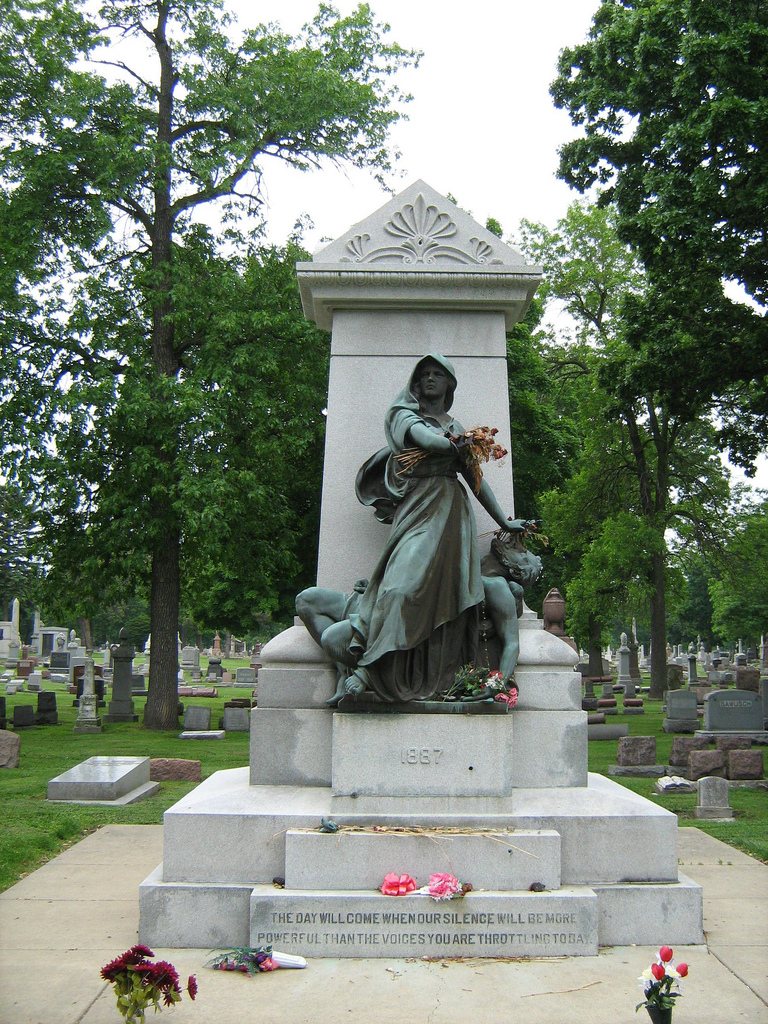
Памятник мученикам Хеймаркет на кладбище Forest Home

4 мая 1886 года в Чикаго прошёл митинг-протест рабочих на площади Хеймаркет (англ. Haymarket «Сенной рынок») под лозунгом борьбы за 8-часовой рабочий день, во время которого был совершён провоцирующий теракт. Бомбой, брошенной в полицейский отряд внедрённым агентом, было убито несколько полицейских и рабочих, после чего стражи порядка открыли огонь по митингующим. Это событие послужило поводом для ареста 8 анархистов, в том числе Л. Лингга. По приговору суда 11 ноября 1887 года четверо из них были повешены.
В результате этой карательной операции под суд попали восемь анархистов:
Август Спис, Луис Лингг,
Альберт Парсонс,
Адольф Фишер,
Джордж Энгел,
Михаэль Шваб,
Самуэль Филден
и Оскар Неебе.
Двое из обвиняемых, Михаэль Шваб и Сэмюэль Филден, просили о помиловании, и их приговоры были заменены на пожизненное заключение в тюрьме губернатором Ричардом Джеймсом Оглсби. 26 июня 1893 года они были помилованы и освобождены.
Из оставшихся пяти человек Луис Лингг покончил с собой в своей камере детонатором, спрятанном в сигаре 10 ноября 1887 года. А. Спис, Альберт Парсонс, Адольф Фишер и Джордж Энгел были повешены 11 ноября 1887 года и похоронены на городском кладбище города Форест-Парк, пригорода Чикаго.
В 1893 году было официально признано, что все восемь осуждённых были невиновны, они стали жертвой полицейской провокации. 26 июня 1893 года губернатор штата Иллинойс Джон Питер Альтгельд подписал официальные извинения троим оставшимся в живых — Филдену, Неебе и Швабу. Губернатор указал, что реальной причиной взрыва стала неудача властей Чикаго в освобождении полицейских агентов от ответственности за расстрел рабочих. Начальник полиции, отдавший приказ открыть огонь, позднее был осуждён за коррупцию. Полицейский провокатор, бросивший бомбу, так и не был выявлен.
В память об этом событии первым Парижским конгрессом II Интернационала в июле 1889 года было принято решение о проведении ежегодных демонстраций в день 1 мая. Этот день был объявлен международным праздником всех трудящихся.